# Miškinskij rajon (Baschiria)
Il Miškinskij rajon (in russo Мишкинский район?) è un rajon (distretto) del Baschiria, nella Russia europea; il capoluogo è Miškino.
Istituito nel 1930, ricopre una superficie di 1.689 chilometri quadrati ed ospita una popolazione di circa 26.000 abitanti.